# Carl Erik Bergstrand

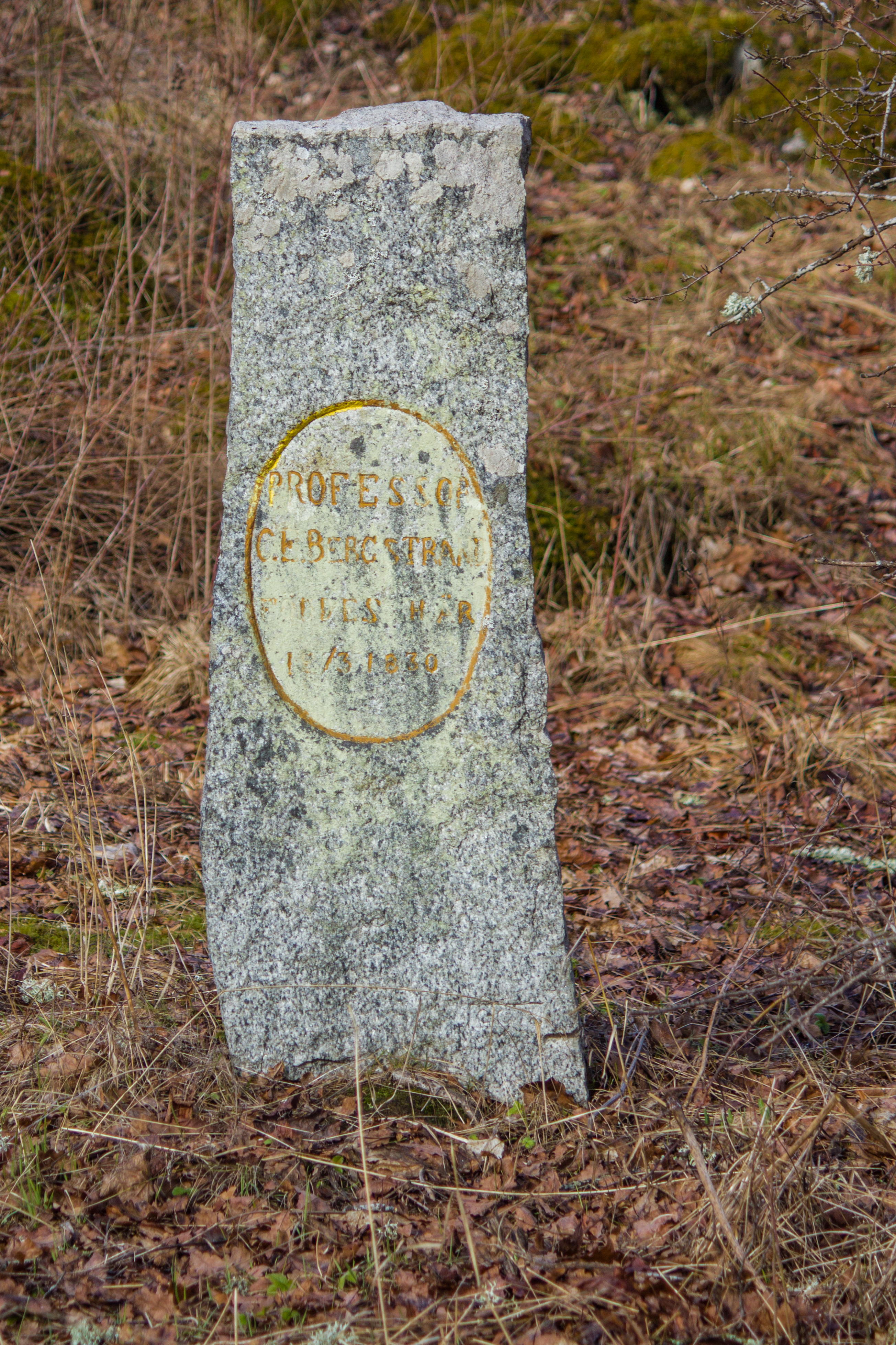
Minnessten över Carl Erik Bergstrand vid födelsegården i Kila socken.

Carl Erik Bergstrand, född 12 mars 1830 i Kila socken, Västmanland, död 23 januari 1914 i Filipstad, var en svensk lantbrukskemist och geolog.
Bergstrand blev 1849 student vid Uppsala universitet, där han 1857 blev filosofie magister. Åren 1857–1868 var han lärare i kemi, geologi och fysik vid Ultuna lantbruksinstitut och från 1861 föreståndare för den samma år där inrättade agrikulturkemiska försöksanstalten. År 1864 var han tillförordnad föreståndare för institutet, och samma år tilldelades han professors namn. Åren 1869–1882 var han Lantbruksakademiens agrikulturkemist och var därefter verksam som privat kemist och frökontrollant. År 1867 blev han ledamot av Lantbruksakademien och 1873 av Vetenskapsakademien.
Under sin tid som anställd i statens tjänst var han mycket anlitad för diverse offentliga uppdrag i tekniska frågor. Han var en flitig författare, under yngre år huvudsakligen i naturvetenskapliga ämnen, men senare mest i populära lantbruksskrifter. Han gav ut "Ultuna landtbruksinstituts tidskrift" 1864–1866 och "Tidskrift för landtbrukare" 1867–1868. Utöver nedanstående skrifter publicerade han många artiklar i olika tidskrifter.
Han var gift med Jenny Rosalie Wallin (1838–1914). De är begravda på Uppsala gamla kyrkogård.